# Веркина, Татьяна Борисовна
Татьяна Борисовна Веркина (18 сентября 1946, Харьков — 4 июля 2022, Нюрнберг) — советская и украинская пианистка, певица, педагог и общественный деятель. Народная артистка Украины (2004). Ректор Харьковского университета искусств (2003—2020), профессор.

## Биография
Родилась в семье физика (впоследствии — академика) Бориса Иеремиевича Веркина и педагога Лидии Ивановны Коваленко, которая преподавала химию в харьковской средней школе № 53.
В 1964 году окончила Харьковскую среднюю специальную музыкальную школу-интернат по классу Ноэми Юльевны Гольдингер.
В 1969 году окончила Харьковский институт искусств им. И. П. Котляревского по классу В. Д. Захарченко.
В 1976 году окончила ассистентуру-стажировку в Московской консерватории под руководством Е. В. Малинина.
С 1969 года преподавала в Харьковском институте (университете) искусств им. И. П. Котляревского (с 1988 — доцент, с 1997 — профессор, в 2003—2020 — ректор)
С 1991 года — инициатор и художественный руководитель Международного музыкального фестиваля (с 1992 проводится под названием «Харьковские ассамблеи»).

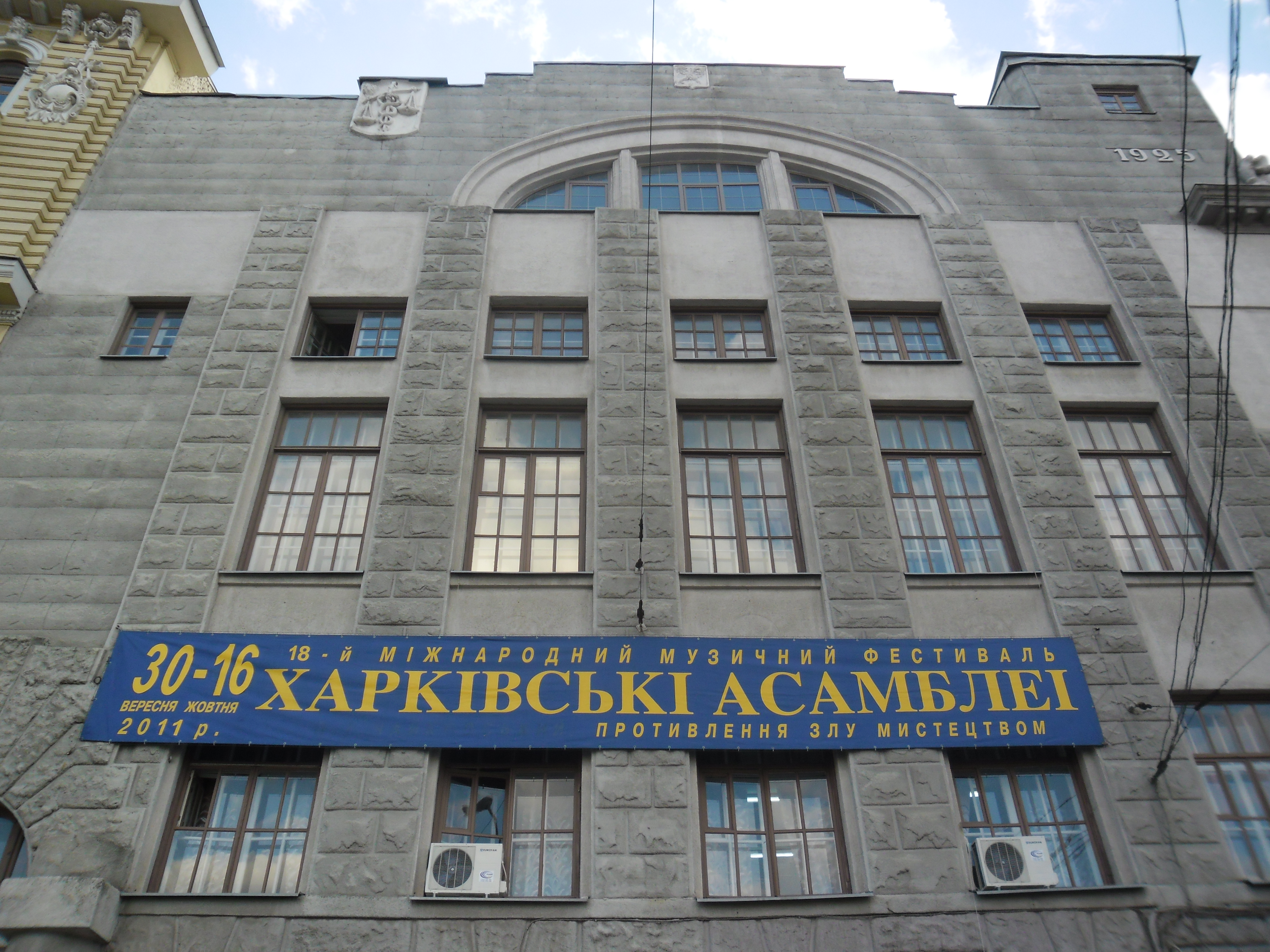

С 1994 года — член Ротари-клуба Харькова (в 1996—1997 — президент).
Член Всеукраинского национального музыкального союза (1995). Соучредитель Фонда поддержки молодых дарований (1994), Шубертовского общества в Харькове (1996).
Кандидат искусствоведения (2008, диссертация на тему «Актуальное интонирование как исполнительская проблема»).
С 2011 года — председатель Совета ректоров вузов культуры и искусств Украины.
Скончалась 4 июля 2022 года.

## Награды
- Заслуженный деятель искусств Украины (1994);
- Лауреат муниципальной премии имени И. И. Слатина (2001);
- Почётный знак «Слобожанская слава» (2001);
- Народная артистка Украины (2004);
- Орден «За заслуги» III степени (2011);
- Почётный гражданин Харькова (2012);
- Серебряная медаль Национальной академии искусств Украины (2013);
- Орден «За заслуги» II степени (2017)[4].
- Медаль «За заслуги в культуре Gloria Artis» (Польша) (2020)